# 水曜日が消えた
『水曜日が消えた』（すいようびがきえた）は、2020年6月19日に公開された日本映画。監督・脚本は吉野耕平、主演は中村倫也。

## 概要
1人の人間が曜日ごとに、交代人格のように人格が異なる7人の自分の様子を、火曜日の「僕」の視点を通して描く。
吉野にとっては本作が監督デビュー作となる。
当初は2020年5月15日に公開予定だったが、新型コロナウイルス感染拡大の防止のため、5月4日に劇場公開の延期が発表され、6月5日に新たな公開日が6月19日に決定した事が発表された。

## あらすじ
主人公の青年は幼いころの事故の後遺症により、7人の人格が日替わりで現れる。性格や好み、ライフスタイルもそれぞれ異なる7人は、週に1日しか意識がないため親しい友人も持てず、病院の管理下で生活していた。中でも一番地味で几帳面な"火曜日の僕"は、他の曜日たちから掃除など雑用を押し付けられながらも淡々と火曜日を過ごしていた。
ある朝、目を覚ました"火曜日の僕"は、その日が水曜日だと気づいた。毎週火曜日が休館のため今まで行けなかった図書館に足を運び、女性司書と親しくなる"火曜日の僕"。女性司書も彼に好意を持っていたが、それは、水曜日に顔を合わせて来た別人格の"僕"だった。彼女のためにも水曜日が消えてはいけないと痛感する僕。
その頃、"月曜日の僕"も同様に他の曜日を取り込み始めていた。"火曜日"とコンタクトをとり、最後の一人として残りたいと話す"月曜日"。"火曜日"は逆に全ての曜日の共存を訴え、"僕"は最後の決断を下すことになる。

## 登場人物
- 7人の"僕"（斎藤数馬) - 中村倫也

　主人公。小学生時代に遭った交通事故の影響で、曜日ごとに7人の人格が入れ替わってしまう青年。
- 一ノ瀬 - 石橋菜津美[5]

　主人公の元同級生の女性。7人全員と交流があり、頻繁に家にも訪れている。
- 新木 - 中島歩[5]

　安藤の助手として主人公の治療に関わることになった若い医師。
- 高橋 - 休日課長[5]

　月曜日の僕の友人。ミュージシャン。
- 瑞野 - 深川麻衣[5]

　図書館で働く司書の女性。
- 安藤 - きたろう[5]

　主人公を長年見守ってきた主治医。主に診察に来る"火曜日の僕"とは親しい仲。

## スタッフ
- 監督・脚本・VFX  - 吉野耕平
- 音楽 - 林祐介
- 主題歌 - 須田景凪『Alba』（unBORDE / Warner Music Japan）[6]
- 製作 - 沢桂一、新井重人
- エグゼクティブプロデューサー - 伊藤響、福家康孝
- 企画・プロデュース - 櫛山慶、谷戸豊
- プロデューサー - 田中誠一
- 撮影 - 沖村志宏
- 照明 - 岡田佳樹
- 美術 - 丸尾知行
- 録音 - 山田幸治
- 編集 - 佐藤崇
- 音響効果 - 柴崎憲治
- 音楽プロデューサー - 和田亨
- CG・VFX - 金子哲
- 衣裳 - 袴田知世枝
- ヘアメイク - 酒井夢月
- スクリプター - 大西暁子
- 助監督 - 蔵方政俊
- 制作担当 - 斉藤大和
- 配給 - 日活
- 制作プロダクション - ジャンゴフィルム
- 製作 - 『水曜日が消えた』製作委員会（日本テレビ放送網、日活）

## ノベライズ
- 本田壱成『水曜日が消えた』（2020年4月22日、講談社タイガ、ISBN 4065194903）[7] - カバー絵は四宮義俊。